# 루이자 그로스 호르위츠상
루이자 그로스 호르위츠 상(Louisa Gross Horwitz Prize)은 컬럼비아 대학교에서 생물학 또는 생화학 분야의 기초 연구에 뛰어난 기여를 한 연구자 또는 연구자 그룹에 수여하는 연례 상이다.
이 상은 S. 그로스 호르위츠의 유언에 따라 제정되었다. 그리고 외상 외과 의사 사무엘 D. 그로스의 딸인 S. 그로스 호르위츠의 어머니, 루이자 그로스 호르위츠를 기리기 위해 명명되었다. 1967년에 처음 수여되었다.

## 수상자 목록
| 연도 | 수상자                        |
| 1967 | 루이스 페데리코 를루아르      |
| 1968 | 하르 고빈드 코라나            |
| 1968 | 마셜 워런 니런버그            |
| 1969 | 막스 델브뤼크                 |
| 1969 | 샐버도어 에드워드 루리아      |
| 1970 | 알베르 클로드                 |
| 1970 | 조지 에밀 펄레이드            |
| 1970 | 키스 로버츠 포터              |
| 1971 | 휴 헉슬리                     |
| 1972 | 스티븐 쿠플러                 |
| 1973 | 레나토 둘베코                 |
| 1973 | 해리 이글                     |
| 1973 | 시어도어 퍽                   |
| 1974 | 보리스 에프루시               |
| 1975 | 수네 베리스트룀               |
| 1975 | 벵트 잉에마르 사무엘손        |
| 1976 | 세모어 벤저                   |
| 1976 | 샤를 야노프스키               |
| 1977 | 미하엘 하이델베르거           |
| 1977 | 엘빈 카바트                   |
| 1977 | 헨리 쿤켈                     |
| 1978 | 데이비드 H. 허블              |
| 1978 | 버논 마운트캐슬               |
| 1978 | 토르스텐 비셀                 |
| 1979 | 월터 길버트                   |
| 1979 | 프레더릭 생어                 |
| 1980 | 세사르 밀스테인               |
| 1981 | 에런 클루그                   |
| 1982 | 바버라 매클린톡               |
| 1982 | 도네가와 스스무               |
| 1983 | 스탠리 코헨                   |
| 1983 | 빅토르 함부르거               |
| 1983 | 리타 레비몬탈치니             |
| 1984 | 마이클 스튜어트 브라운        |
| 1984 | 조지프 L. 골드스타인          |
| 1985 | 도날드 D. 브라운              |
| 1985 | 맥 프타슈네                   |
| 1986 | 에르빈 네어                   |
| 1986 | 베르트 자크만                 |
| 1987 | 귄터 블로벨                   |
| 1988 | 토마스 체크                   |
| 1988 | 필립 앨런 샤프                |
| 1989 | 알프레드 G. 길먼              |
| 1989 | 에드윈 G. 크레브스            |
| 1990 | 스티븐 C. 해리슨              |
| 1990 | 마이클 로스만                 |
| 1990 | 돈 크레이그 와일리            |
| 1991 | 리하르트 R. 에른스트          |
| 1991 | 쿠르트 뷔트리히               |
| 1992 | 크리스티아네 뉘슬라인폴하르트 |
| 1992 | 에드워드 B. 루이스            |
| 1993 | 니콜 마르트 르 두아랭         |
| 1993 | 도날드 메트칼프               |
| 1994 | 필리파 마락                   |
| 1994 | 존 캐플러                     |
| 1995 | 릴런드 H. 하트웰              |
| 1996 | 클레이 암스트롱               |
| 1996 | 베르틸 힐레                   |
| 1997 | 스탠리 B. 프루시너            |
| 1998 | 아널드 J. 레빈                |
| 1998 | 버트 포겔스타인               |
| 1999 | 피에르 샹봉                   |
| 1999 | 로버트 로더                   |
| 1999 | 로버트 치엔                   |
| 2000 | 하워드 로버트 호비츠          |
| 2000 | 스탠리 J. 코스마이어          |
| 2001 | 아브람 헤르슈코               |
| 2001 | 알렉산더 바르샤브스키         |
| 2002 | 제임스 로스먼                 |
| 2002 | 랜디 셰크먼                   |
| 2003 | 로더릭 매키넌                 |
| 2004 | 앤서니 헌터                   |
| 2004 | 토니 포슨                     |
| 2005 | 아다 요나트                   |
| 2006 | 로저 콘버그                   |
| 2007 | 조셉 G. 갈                    |
| 2007 | 엘리자베스 블랙번             |
| 2007 | 캐럴 그라이더                 |
| 2008 | 프란츠 울리히 하르틀          |
| 2008 | 아서 L. 호리치                |
| 2008 | 로절린드 프랭클린 (명예상)    |
| 2009 | 빅터 암브로스                 |
| 2009 | 게리 루브쿤                   |
| 2010 | 토마스 켈리                   |
| 2010 | 브루스 스틸먼                 |
| 2011 | 제프리 C. 홀                  |
| 2011 | 마이클 로스배시               |
| 2011 | 마이클 W. 영                  |
| 2012 | 리차드 로식                   |
| 2012 | 조 루트켄하우스               |
| 2012 | 루시 샤피로                   |
| 2013 | 에드바르 모세르               |
| 2013 | 마이브리트 모세르             |
| 2013 | 존 오키프                     |
| 2014 | 제임스 P. 앨리슨              |
| 2015 | 로렌스 지푸르스키             |
| 2016 | 하워드 시더                   |
| 2016 | 아하론 라진                   |
| 2016 | 게리 펠센펠드                 |
| 2017 | 제프리 고든                   |
| 2018 | 피에르 샹봉                   |
| 2018 | 로널드 이반스                 |
| 2018 | 버트 오말리                   |
| 2019 | 루이스 캔틀리                 |
| 2019 | 데이비드 사바티니             |
| 2019 | 피터 보그트                   |
| 2020 | 로버트 페티플레이스           |
| 2020 | 제임스 허드스페스             |
| 2020 | 크리스틴 페티                 |
| 2021 | 커리코 커털린                 |
| 2021 | 드루 와이스먼                 |
| 2022 | 카를 다이세로스               |
| 2022 | 피터 헤게만                   |
| 2022 | 게로 미젠보크                 |
| 2023 | 첸 지지엔                     |
| 2023 | 글렌 바버                     |
| 2024 | 스캇 엠르                     |
| 2024 | 웨슬리 선드퀴스트             |